# 아슬리어파

아슬리어

아슬리어파(Aslian languages, Bahasa-bahasa Asli)는 말레이 반도 내륙 지역에서 사용되는 오스트로아시아어족의 한 분파이다. 말레이 반도의 원주민으로 여겨지는 오랑 아슬리들이 주로 사용한다. 그러나 현대에 와서 아슬리 사람들이 말레이 공동체에 동화되면서 화자가 크게 줄고 있으므로 언어들이 모두 사멸 위기에 처해 있다.

## 역사
아슬리어파는 초기에 말레이 반도 산지의 서측에서 나타나 동쪽을 향해 확장한 것으로 추정된다. 오스트로아시아어족 내에서 몬어파, 니코바르어파와 비교적 가까운 관계이다. 또한 로저 블렌치(2006)는 과거 말레이 반도에 살던 화자들로부터 보르네오어군, 참어군 유래의 차용어를 많이 받았다고 언급한다.
과거부터 여러 학자들은 아슬리어파(특히 북부 아슬리어군)의 언어들이 현존하는 어떤 언어와도 연관이 없는 독자적 계통의 어휘들을 가지고 있다고 지적했다. 이는 여러 필리핀 네그리토 언어들이 가지는 특징이기도 하다.

## 분류
크게 북부, 중부, 남부의 분파로 나뉜다.
- 자하이어군 (북부)
  - Cheq Wong
  - Ten'edn (Mos)
  - 동부
    - Batek
    - Jahai
    - Minriq
    - Mintil

  - 서부
    - Kensiu
    - Kintaq (Kentaqbong)
    - Maniq
- 세노이어군 (중부)
  - Semai
  - Temiar
  - Lanoh
  - Sabüm (사멸)
  - Semnam
- 남부 아슬리어군 (세멜라)
  - Mah Meri (Besisi)
  - Semelai
  - Temoq
  - Semaq Beri
- Jah Hut

아슬리조어(Proto-Aslian)는 2012년 Timothy Phillips에 의해 처음 재구되었다. 아슬리조어와 비교할 때 북부 언어들은 *sə– > ha–의 변화를, *-ʔ의 소실을 겪었다. 또한 모든 분파에서 *–N > *–DN 변화가 일어났으나 자헛어(Jah Hut)는 예외로서 다른 분파들과 독립적인 언어로 여겨진다.
1880년대 기록을 마지막으로 사멸한 미분류 언어 케나보이어(Kenaboi)는 흔히 아슬리 언어로 추정되나 유독 독자적인 어휘를 많이 가지고 있어 고립된 언어였다고 보기도 한다.

## 같이 보기
- 오랑 아슬리